# Tractat de Nvarsak
El tractat de Nvarsak va ser un acord signat entre el general armeni Baanes Mamiconi i els representants del rei sassànida Balash a Nvarsak el 484, per tal d'assegurar l'autonomia i llibertat religioses a Armènia.
Les condicions del tractat eren:
1. Tots els altars de foc (zoroastristes) a Armènia havien de ser destruïts i no se'n construirien de nous.[3]
2. Els cristians a Armènia tindrien llibertat d'adoració i les conversions al zoroastrisme s'aturarien.[4]
3. No s'atorgarien terres als conversos al zoroastrisme.
4. El rei persa administraria Armènia en persona amb l'ajuda de governadors o diputats.[4]

Seguint el tractat, Baanes Mamiconi va ser nomenat governador de la província persa d'Armènia.